# Liste over de mest dislikede YouTube-videoer
Dette er en liste over de mest dislikede YouTube-videoer.
| Rang | Videonavn                                                             | Udgiver                         | Dislikes (millioner) |
| ---- | --------------------------------------------------------------------- | ------------------------------- | -------------------- |
| 1.   | "YouTube Rewind 2018: Everyone Controls Rewind"                       | YouTube                         | 17.8                 |
| 2.   | "Sadak 2 Official Trailer"                                            | FoxStarHindi                    | 13                   |
| 3.   | "Baby"                                                                | Justin Bieber                   | 11.3                 |
| 4.   | "YouTube Rewind 2019: For the record"                                 | YouTube                         | 8.9                  |
| 5.   | "Baby Shark Dance"                                                    | Pinkfong! Kids' Songs & Stories | 7.4                  |
| 6.   | "Учим цвета Разноцветные яйца на ферме Развивающий мультик для детей" | Мирошка ТВ                      | 6.2                  |
| 7.   | "Johnny Johnny Yes Papá"                                              | LooLoo Kids                     | 5.6                  |
| 8.   | "It's Everyday Bro"                                                   | Jake Paul                       | 4.8                  |
| 9.   | "Can this video get 1 million dislikes?"                              | PewDiePie                       | 4.7                  |
| 10.  | "Despacito"                                                           | Luis Fonsi                      | 4.5                  |